# 埃斯科河畔奥讷库尔
埃斯科河畔奥讷库尔（法語：Honnecourt-sur-Escaut，法語發音：[ɔnkuʁ syʁ ɛsko]）是法国上法蘭西大區北部省的一个市镇，属于康布雷区。

## 地理
埃斯科河畔奥讷库尔（50°2'12"N, 3°11'45"E）面积15.49 平方千米，位于法国上法蘭西大區北部省，该省份为法国最北部的省份及最长的省份，西北濒北海，西接加来海峡省，南至埃纳省和索姆省，东与比利时接壤。
与埃斯科河畔奥讷库尔接壤的市镇（或旧市镇、城区）包括：欧邦舍勒欧布瓦、旺迪勒、维莱吉兰、埃佩伊、邦特、邦图泽勒、莱吕德维涅。
埃斯科河畔奥讷库尔的时区为UTC+01:00、UTC+02:00（夏令时）。

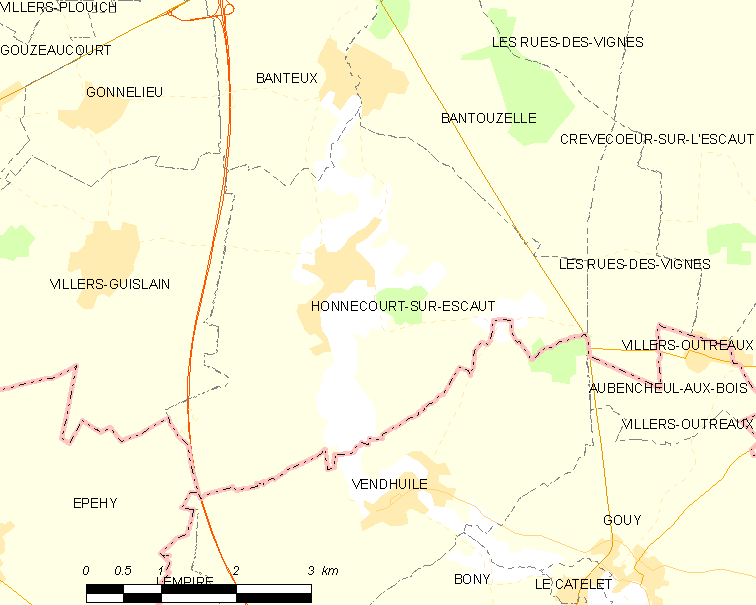
埃斯科河畔奥讷库尔的OSM定位图

## 行政
埃斯科河畔奥讷库尔的邮政编码为59266，INSEE市镇编码为59312。

## 政治
埃斯科河畔奥讷库尔所属的省级选区为勒卡托康布雷西县。

## 人口

1962-2008年间埃斯科河畔奥讷库尔人口变化图示

埃斯科河畔奥讷库尔于2022年1月1日时的人口数量为722人。